# Hubbard (Iowa)
Hubbard es una ciudad ubicada en el condado de Hardin en el estado estadounidense de Iowa. En el Censo de 2010 tenía una población de 845 habitantes y una densidad poblacional de 177,31 personas por km².

## Geografía
Hubbard se encuentra ubicada en las coordenadas 42°18′22″N 93°18′5″O / 42.30611, -93.30139. Según la Oficina del Censo de los Estados Unidos, Hubbard tiene una superficie total de 4.77 km², de la cual 4.77 km² corresponden a tierra firme y (0%) 0 km² es agua.

## Demografía
Según el censo de 2010, había 845 personas residiendo en Hubbard. La densidad de población era de 177,31 hab./km². De los 845 habitantes, Hubbard estaba compuesto por el 97.63% blancos, el 0.12% eran afroamericanos, el 0.12% eran amerindios, el 0.36% eran asiáticos, el 0% eran isleños del Pacífico, el 1.07% eran de otras razas y el 0.71% pertenecían a dos o más razas. Del total de la población el 2.84% eran hispanos o latinos de cualquier raza.